# Cheng Tianfang

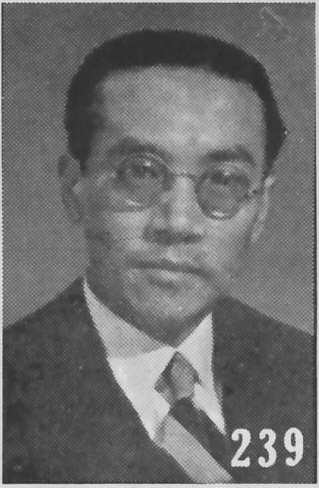
Cheng Tianfang, Foptografie 1941 aus Saishin Shina yōjinden, The Most Recent Biographies of Important Chinese People.

Cheng Tianfang (chinesisch 程天放, Pinyin Chéng Tiānfàng; * 22. Februar 1899 in Hangzhou, Chinesisches Kaiserreich; † 29. November 1967 in New York City) war ein chinesischer Diplomat und Politiker.

## Leben
Cheng studierte an der Fudan-Universität sowie in Illinois und Toronto, wo er 1926 seine Promotion abschloss. Seine Karriere in der Kuomintang begann Cheng in Guangxi. Von 1936 bis 1938 war er Botschafter in Berlin.
Von 1939 bis 1943 war er Dekan der Sichuan-Universität.
Cheng Tianfang war der Vertreter von Chiang Kai-shek bei der UNESCO.
Von 1950 bis 1954 war er Erziehungsminister in Taipeh.

## Veröffentlichungen
- A History of Sino-Russian Relations (Westport, Conn.): Greenwood Press, 1957
- Meiguo lun 美國論, Taibei Guoli Zhengzhi Daxue Yeshu 國立政治大學業書, 1960